# Jerry Dupuis
Joseph Emile Gerald David „Jerry“ Dupuis (* 10. August 1904 in Montreal; † 8. August 1960 in Québec) war ein kanadischer Skispringer.

## Werdegang
Dupuis, der für den Cliffside Ski Club antrat, gehörte bei den Olympischen Winterspielen 1928 in St. Moritz zum kanadischen Kader. Wenige Tage vor Start der Spiele nahm er an den Testspringen auf der Olympiaschanze teil und erreichte auf der K66-Schanze mit einem Sprung auf 58 Metern bei widrigen Bedingungen ein sehr gutes Ergebnis. Im späteren Wettbewerb konnte er diese Weite nicht noch einmal erreichen. Nach Sprüngen auf 49 und 57 Meter erreichte er punktgleich mit dem Tschechoslowaken Willy Möhwald den 15. Platz.